# 战秋萍
战秋萍（1941年10月—2020年11月20日），女，河北宁津人，中华人民共和国政治人物，第九、第十届全国政协委员。

## 生平
1961年9月，毕业于安徽省阜阳师范专科学校（现阜阳师范学院）中文系，毕业后任安徽省蚌埠市五中教师。1968年11月，任安徽省蚌埠市三中教师。1986年9月加入民革。1989年8月，任安徽省蚌埠市六中副校长。1990年12月，任安徽省蚌埠市教委副主任。1996年4月，任安徽省蚌埠市市长助理。1998年1月，任安徽省蚌埠市副市长。1999年12月，任民革安徽省委主委。2000年1月，任安徽省政协副主席。2002年12月，任民革中央常委。
2020年11月20日當地時間17时06分，她在安徽合肥逝世，享年80歲。